# Теди Уилсън
Теодор (Теди) Шоу Уилсън (Theodore Shaw „Teddy“ Wilson) е американски джаз пианист. По мнение на Скот Яноу е „определящ суинг пианист“. Твори заедно с музиканти от рода на Луис Армстронг, Лена Хорн, Бени Гудман, Били Холидей и Ела Фицджералд. В изявите си с Гудман става един от първите чернокожи музиканти в бендове, съставени предимно от хора с бял цвят. Той има множество участия като гост-музикант, а от края на 20-те до 80-те години ръководи свои групи и свои звукозаписни сесии.
Уилсън записва с Лестър Йънг в средата на 50-те години, и за два дена прави няколко класическа албума за Норман Гранц и Върв Рекърдс. Първият от тях е Prez and Teddy (1956), като Квартет Лестър Йънг и Теди Уилсън (с Джоунс и Джийн Рейми), а вторият е The Jazz Giants '56, в който са същите музиканти плюс Вик Дикенсън, Рой Елдридж и Фреди Грийн.

## Дискография
- 1944: Teddy Wilson Sextet (The Onyx Club New York Original Live Recordings)
- 1949: Teddy Wilson Featuring Billie Holiday
- 1952: Runnin' Wild (MGM)
- 1952: Just A Mood – Teddy Wilson Quartet Starring Harry James & Red Norvo (Columbia EP B-1569/5 – 1277)
- 1956: I Got Rhythm
- 1956: Pres and Teddy
- 1954 – 56: Teddy Wilson Trio With Jo Jones (Complete Recordings)
- 1959: "Gypsy" in Jazz
- 1972: With Billie in Mind
- 1972: Moonglow (Black Lion)
- 1973: Runnin' Wild (Recorded live at the Montreux Festival) (Black Lion)
- 1976: Live at Santa Tecla
- 1980: Teddy Wilson Trio Revisits the Goodman Years
- 1990: Air Mail Special